# P2RX5
P2RX5 (англ. Purinergic receptor P2X 5) – білок, який кодується однойменним геном, розташованим у людей на короткому плечі 17-ї хромосоми. Довжина поліпептидного ланцюга білка становить 422 амінокислот, а молекулярна маса — 47 205.
| 10         |  | 20         |  | 30         |  | 40         |  | 50         |
| ---------- |  | ---------- |  | ---------- |  | ---------- |  | ---------- |
| MGQAGCKGLC |  | LSLFDYKTEK |  | YVIAKNKKVG |  | LLYRLLQASI |  | LAYLVVWVFL |
| IKKGYQDVDT |  | SLQSAVITKV |  | KGVAFTNTSD |  | LGQRIWDVAD |  | YVIPAQGENV |
| FFVVTNLIVT |  | PNQRQNVCAE |  | NEGIPDGACS |  | KDSDCHAGEA |  | VTAGNGVKTG |
| RCLRRENLAR |  | GTCEIFAWCP |  | LETSSRPEEP |  | FLKEAEDFTI |  | FIKNHIRFPK |
| FNFSKSNVMD |  | VKDRSFLKSC |  | HFGPKNHYCP |  | IFRLGSVIRW |  | AGSDFQDIAL |
| EGGVIGINIE |  | WNCDLDKAAS |  | ECHPHYSFSR |  | LDNKLSKSVS |  | SGYNFRFARY |
| YRDAAGVEFR |  | TLMKAYGIRF |  | DVMVNGKGAF |  | FCDLVLIYLI |  | KKREFYRDKK |
| YEEVRGLEDS |  | SQEAEDEASG |  | LGLSEQLTSG |  | PGLLGMPEQQ |  | ELQEPPEAKR |
| GSSSQKGNGS |  | VCPQLLEPHR |  | ST         |  |            |  |            |

A: Аланін

C: Цистеїн

D: Аспарагінова кислота

E: Глутамінова кислота

F: Фенілаланін

G: Гліцин

H: Гістидин

I: Ізолейцин

K: Лізин

L: Лейцин

M: Метіонін

N: Аспарагін

P: Пролін

Q: Глутамін

R: Аргінін

S: Серин

T: Треонін

V: Валін

W: Триптофан

Кодований геном білок за функціями належить до рецепторів, іонних каналів. 
Задіяний у таких біологічних процесах, як транспорт іонів, транспорт, альтернативний сплайсинг. 
Локалізований у мембрані.